# Монро (округ, Теннессі)
Шаблон:StateAbbr_ 35°27′ пн. ш. 84°15′ зх. д. / 35.45° пн. ш. 84.25° зх. д.
Округ  Монро (англ. Monroe County) — округ (графство) у штаті  Теннессі, США. Ідентифікатор округу 47123.

## Історія
Округ утворений 1819 року.

## Демографія
За даними перепису 2000 року загальне населення округу становило 38961 осіб, зокрема міського населення було 9014, а сільського — 29947. Серед мешканців округу чоловіків було 19201, а жінок — 19760. В окрузі було 15329 домогосподарств, 11243 родин, які мешкали в 17287 будинках. Середній розмір родини становив 2,94.
Віковий розподіл населення поданий у таблиці:
| Стать    | До 15 років | 15-21 | 22-29 | 30-39 | 40-49 | 50-65 | 65-85 | Понад 85 |
| -------- | ----------- | ----- | ----- | ----- | ----- | ----- | ----- | -------- |
| Чоловіки | 4176        | 1861  | 2011  | 2836  | 2662  | 3500  | 1973  | 182      |
| Жінки    | 3879        | 1745  | 1974  | 2824  | 2759  | 3591  | 2606  | 382      |

## Суміжні округи
- Лаудон — північ
- Блаунт — північний схід
- Грем, Північна Кароліна — схід
- Черокі, Північна Кароліна — південний схід
- Полк — південний захід
- Макмінн — захід

## Виноски
1. ↑  U.S. Decennial Census. United States Census Bureau. Архів оригіналу за 19 липня 2018. Процитовано 9 квітня 2015.
2. ↑  Historical Census Browser. University of Virginia Library. Архів оригіналу за 11 серпня 2012. Процитовано 9 квітня 2015.
3. ↑  Forstall, Richard L., ред. (27 березня 1995). Population of Counties by Decennial Census: 1900 to 1990. United States Census Bureau. Архів оригіналу за 21 лютого 2015. Процитовано 9 квітня 2015.
4. ↑  Census 2000 PHC-T-4. Ranking Tables for Counties: 1990 and 2000 (PDF). United States Census Bureau. 2 квітня 2001. Архів оригіналу (PDF) за 18 грудня 2014. Процитовано 9 квітня 2015.
5. ↑  State & County QuickFacts. United States Census Bureau. Архів оригіналу за 7 червня 2011. Процитовано 6 грудня 2013.(англ.) Наведено за англійською вікіпедією.
6. ↑  American FactFinder. Бюро перепису населення США. Архів оригіналу за 26 лютого 2012. Процитовано 31 січня 2008.

| США | Це незавершена стаття з географії США. Ви можете допомогти проєкту, виправивши або дописавши її. |